# موريس ماكدونالد سايمور
موريس ماكدونالد سايمور هو جراح وطبيب كندي، ولد في 7 يونيو 1857 في غودريتش ‏ في كندا، وتوفي في 6 يناير 1929 في ريجاينا في كندا.